# 本港台

本港台2016年1月5日至2016年2月26日紅色城市台徽呼號畫面

本港台（英語：ATV Home），前香港亞洲電視擁有的一條以粵語廣播為主的綜合娛樂頻道，24小時播放，於1957年9月30日正式啟播，是全球首條粵語電視頻道。
隨著亞洲電視於2015年4月1日不獲行政長官會同行政會議續牌，亞洲電視需要結束本地免費電視廣播，因此2016年4月2日凌晨零時起終止播放本港台在內共六條數碼頻道及兩條模擬電視頻道（兩條模擬電視頻道之後改為港台電視31A及港台電視33A，於2020年12月1日隨香港免費電視廣播全面數碼化而停播）。
本港台主要以粵語播放劇集、綜藝、資訊等節目為主，也有部份以麗音（NICAM）技術（模擬版本）或多重AC-3位流（數碼版本）同時以國語、韓語、英語等語言播放。
2021年5月29日（即亞視前身麗的映聲啟播64周年當日），亞洲電視數碼媒體在旗下手機應用程式開設一條24小時直播頻道，同樣命名為「本港台」，曾以試播形式滾動播放舊亞視劇集等節目。亞視官網及APP在5月26日已上架本港台訊號，6月8日起提供節目單，惟此頻道試播不足一個月便停播，原因不明。

## 歷史
1957年5月29日起，麗的映聲啟播，是有線廣播的收費電視台，只有一個頻道，同時播放中英節目，英文節目較多。1957年9月30日起，麗的映聲增設中文頻道中文台，原來的頻道叫英文台；以致後來很多人誤以為麗的映聲開播時只有英文節目。
1973年12月1日起，麗的映聲改名為麗的電視，由有線收費電視改為無線免費電視廣播，設有麗的一台（中文台）和麗的二台（英文台）兩個頻道。
1982年6月14日，麗的電視出售予邱德根。麗的電視在1982年9月24日向港英政府完成新名稱註冊手續，易名「亞洲電視」，麗的一台在三日後即1982年9月27日下午六點半起改名為亞洲電視中文台。當時麗的電視原先安排新任副常務董事（即邱德根兒子）邱達成擬定黃金台、民豐台兩個候選新名字，並登報徵求香港市民選擇；兩名含意，分別是「香港人所喜愛的珠寶」及「為香港市民帶來豐富生活和娛樂」。後來「黃金台」一名獲選，不過後來邱德根嫌兩台新名稱太俗氣，最終未能成事。及至1987年2月2日起，中文台才改名為亞洲電視黃金台，並以「黃金鑽石耀香港、亞洲電視顯光芒」作為宣傳口號。
在經過亞洲電視多次易手之後，在林百欣的帶領下，黃金台於1989年2月13日更名為「本港台」。而據亞洲電視時任行政總裁周梁淑怡於2015年接受訪問時稱，亞視最初計劃將此頻道改稱為「香港台」，但遭時任行政司曹廣榮拒絕，故最後改動一字稱為「本港台」。而據傳媒在1988年11月報導指出，最初亞視擬定中文頻道新名稱是旭日台，惟最後也沒有使用。

### 2001年至2010年
2001年至2004年間，亞洲電視在由九巴設立的路訊通播放節目精華片段，隨著香港電視廣播進入數碼化，本港台於2007年10月8日凌晨零時起換上新台徽，意味着數碼廣播時代的來臨。2009年12月7日凌晨零時起，本港台全日所有時段（包括廣告時段及節目宣傳片段）均會顯示台徽。2011年1月1日凌晨零時起，亞視所有自製及轉播頻道，包括本港台的台徽識別均統一為橙色，即與亞視本身台徽一致。
2009年1月，由於過去多年本港台以綜合娛樂為頻道主要節目，但未能長時間提升收視率，時任亞洲電視執行主席張永霖決定：2009年4月27日開始，本港台將改以新聞資訊為主要節目，晚上黃金時段將放棄娛樂節目，七至八成時間只播放新聞、時事和資訊節目，其餘時間播放外購劇集；20:00的电视剧时段改为播出綜藝節目。
2009年4月初，擁有旺旺中時媒體集團的台商蔡衍明入股，胡競英入主亞視，本港台改革再次出現變數。2009年4月8日，本港台於傍晚開始，所有播出的節目（新聞報導、六合彩及香港電台節目除外）均在畫面右上角長期顯示節目名稱；但有關安排自王征不再注資亞視後，由2015年1月5日起取消。
2010年，由於亞視發生股權風波，本港台最終未有改革。

### 王征時期及政府不予續牌
隨著王征入主亞視，2011年，亞視的主要節目都會在本港台播放；而亞洲台則在當晚重播該台黃金時段的時事資訊節目，亦曾經自製春節晚會、《我要做特首》等節目。
2012年10月28日凌晨2:30起，本港台和國際台的數字版全面採用H.264視頻編碼及壓縮標準播出。
2015年1月1日開始，亞視因資金緊絀而拖欠員工薪酬，節目播映受到影響。
2015年7月5日，本港台最後一次播放香港賽馬會賽馬節目《賽馬直擊》；2015年9月6日，該節目改由無綫電視J2及明珠台播映。
2015年7月24日，本港台播出4:3節目時的左右長條改由黑邊。
2015年7月30日，本港台最後一次播放《六合彩》；2015年8月1日，該節目改由無綫電視J2播映。
2015年8月1日，《亞洲早晨》及《十二點半新聞》恢復製作及播出。
2015年12月31日23:53分，數字版本港台的台標不再遷就4:3模擬畫面寬高比安全區，改為與亞洲台一樣靠左。2016年1月1日凌晨0:13，本港台台標在廣告時段同樣改為靠左。同時，本港台更換頻道包裝至紅色圓框設計，本港台改以紅色作為識別，更換節目宣傳片包裝，同日下午17:55分更換節目預告包装；但家長指引、聲道提示仍維持舊有淺藍色柱體設計。
2016年1月5日，本港台恢復播放ID，採用紅色城市設計；但家長指引、聲道提示仍維持舊有淺藍色柱體設計。
2016年1月7日，本港台微調ID中的「aTV」由鮮橙色至橙紅色、「本港台」由鮮紅色至桃紅色。
2016年2月1日，本港台再度取消播映《亞洲早晨》、《十二點半新聞》、午間《經濟快訊》及午間《天氣報告》。同月6日，本港台更取消播映《六點鐘新聞》及《夜間新聞》，但保留《當年今日》、《體育快訊》、晚間《經濟快訊》及傍晚《天氣報告》，但此舉勢違免費電視牌照中「須於每晚6時至午夜12時提供兩節不能少於15分鐘的新聞時段」規定。2月20日，《六點鐘新聞》及《夜間新聞》恢復播映。

### 結束廣播
2016年4月2日凌晨零時，配合亞視免費電視牌照屆滿，本港台終止播映。本港台的模擬頻道由香港電台港台電視31A接手，數碼頻道則由香港電視娛樂ViuTV接手。本港台於2016年4月1日晚上11時10分至凌晨零時播映的最後一個節目為《Miss Asia 25th 葡萄牙瑰麗巡迴》，最後一個直播的節目為晚上10時30分至10時45分播映的《夜間新聞》。
在亞視停播前，亞視高級節目執行主任程啟光曾表示，停播當晚11時59分07秒，亞視頻道會出現一個告別畫面，但未有透露內容；惟這畫面並無在預定時間出現，午夜中斷廣播前的畫面是藝人羅霖在亞洲小姐競選特備旅遊節目中亮相的片段。主持當晚本港台《夜間新聞》的吳泳茵其後在Facebook發文，表示「相關部門」擔心交接不順利，對亞視於當晚11時至午夜停播前的節目播放特別緊張，故最後不容許有亞視標誌或其他特別型式作告別；而程啟光所指的告別畫面，應是寫有「亞洲衛星電視　亞洲網絡電視　開創亞洲電視新紀元」的一個。吳泳茵在文中又透露，即使亞視希望臨時改播她2016年3月所主持的《今日亞洲》污水處理特輯也不可以，冀外界不要胡亂批評其同事草率，直言在電視台做事存在很多限制。而在實際播放中，程啟光所指的告別畫面在晚上10時46分左右於本港台《夜間新聞》後已出現；其後本港台臨時插播節目《亞洲電視新一頁》，播映吳泳茵訪問亞視股東代表何子慧的片段，繼而播出亞姐特備旅遊節目至中斷廣播。但有關的亞姐特備旅遊節目未能按原定計劃於中斷廣播前完整播出。
亞視新聞及公共事務部副總裁陳興昌指，亞視中斷廣播前的時段並非由新聞部負責，但他知道不少同事「都有啲意願」，但自己沒有深究員工應提出甚麼要求。他續稱，聽聞員工想播出告別畫面，而亞視與通訊局之間有聯絡人，收集員工意願後向通訊局提出，據他了解，通訊局曾拒絕該聯絡人的要求。
亦有報導指出，一些亞視員工最初提出在中斷廣播前一刻才播出告別畫面，但因交接事宜涉及太多群組、包括通訊局及臨時清盤人等，最終決定於新聞時段後播放以減少反對意見。該人士又指，在中斷廣播前一、兩天，亞視曾與通訊局開會，並提出播放告別畫面的要求，形容通訊局沒明言拒絕播告別卡，但有作相關暗示。
而通訊辦在回應查詢時指出，有關傳聞無任何事實根據：據悉，亞視未有播出告別畫面，乃為亞視工程部以未能圓滿解決時間配合及技術上的問題而否決節目部的建議；而亞視在牌照屆滿前仍有決定其節目內容的自主權，通訊辦絶無牽涉其中。而程啟光表示，未有收過亞視通知於中止廣播前會有告別儀式，故不理解吳泳茵所指的內容。對於亞視被指「走數」而未有向觀眾道別，程啟光認為，大家對亞視有期望、希望亞視在最後一刻有所表達，他感謝市民大眾關注。
其後，程啟光表示，所謂的「告別卡」其實就是觀眾在訊號終止前看到的藍色畫面，有保障頻道交接順利的用途。
根據2016年4月5日所發放的收視調查，本港台於中斷廣播前的收視點為6.6%，約有43萬人收看；而當晚無綫電視翡翠台晚間新聞於同一時段的收視為9.6%。此外，當晚無綫互動新聞台於23:45至翌日凌晨1時的收視為4%，約25萬觀眾收看；平日同時段則約1%，即6.4萬觀眾。無綫電視發言人相信，額外的觀眾是希望從無綫新聞繼續關注亞視情況。

### 最後一日時間表
以下是本港台於香港本地免費電視節目服務牌照有效期屆滿當天（2016年4月1日）的節目表：

| 4月1日原訂播映內容 | 4月1日原訂播映內容                    |
| 播出時間           | 節目名稱                              |
| ------------------ | ------------------------------------- |
| 23:45~03:30        | 異世驚情夢                            |
| 03:30~04:30        | 激流青春                              |
| 04:30~06:30        | 鐵血藍天                              |
| 06:30~07:30        | 星級享受之旅                          |
| 07:30~08:30        | 啼笑因緣                              |
| 08:30~08:45        | 環遊世界                              |
| 08:45~09:15        | 解密百年香港                          |
| 09:15~09:45        | 他鄉尋根18載經典回味： 尋找他鄉的故事 |
| 09:45~10:20        | 亞視百人                              |
| 10:20~10:50        | 我們這一班                            |
| 10:50~11:50        | 大內群英                              |
| 11:50~12:25        | 中國新型人                            |
| 12:25~12:30        | 當年今日                              |
| 12:30~13:00        | 美味情緣                              |
| 13:00~13:15        | 今日亞洲                              |
| 13:15~13:45        | 亞視百人                              |
| 13:45~14:15        | 雄霸天下                              |
| 14:15~14:30        | 環遊世界                              |
| 14:30~15:00        | 天南地北                              |
| 15:00~15:05        | 傘開以後                              |
| 15:05~15:35        | 他鄉尋根18載經典回味： 尋找他鄉的故事 |
| 15:35~16:00        | 中華英雄                              |
| 16:00~16:30        | 我們這一班                            |
| 16:30~17:30        | 通識小學堂                            |
| 17:30~17:55        | 嘆盡全世界                            |
| 17:55~18:00        | 當年今日                              |
| 18:00~18:20        | 六點鐘新聞                            |
| 18:20~18:30        | 開心詞堂                              |
| 18:30~18:55        | 開心大發現                            |
| 18:55~19:00        | 亞洲點滴                              |
| 19:00~19:30        | 警訊                                  |
| 19:30~20:00        | 天南地北                              |
| 20:00~20:30        | 自遊自在食住行                        |
| 20:30~21:30        | 花田囍事                              |
| 21:30~22:00        | 泉州詠春體驗之旅                      |
| 22:00~22:30        | 燦神友共情                            |
| 22:30~22:45        | 夜間新聞                              |
| 22:45~23:10        | Miss Asia 25th 法國瑰麗巡迴           |
| 23:10~23:59:06     | Miss Asia 25th 葡萄牙瑰麗巡迴         |
| 23:59:07~23:59:57  | 告別卡（根據亞視職員程啟光的說法）    |
| 23:59:57~00:00     | 藍畫面（仍由亞視大埔總台控制室播出）  |
| 00:00              | 慈雲山發射站中斷訊號                  |

| 4月1日實際播映內容 | 4月1日實際播映內容 |
| 播出時間           | 節目名稱 |
| ------------------ | --- |
| 23:45~03:30        | 異世驚情夢 |
| 03:30~04:30        | 激流青春 |
| 04:30~06:30        | 鐵血藍天 |
| 06:30~07:30        | 星級享受之旅 |
| 07:30~08:30        | 啼笑因緣 |
| 08:30~08:45        | 環遊世界 |
| 08:45~09:15        | 解密百年香港（尚未播放所有集數） |
| 09:15~09:45        | 他鄉尋根18載經典回味： 尋找他鄉的故事 |
| 09:45~10:20        | 亞視百人第41集（尚未播放所有集數） |
| 10:20~10:50        | 我們這一班 |
| 10:50~11:50        | 大內群英第51集（尚未播放所有集數） |
| 11:50~12:25        | 中國新型人 |
| 12:25~12:30        | 當年今日 |
| 12:30~13:00        | 美味情緣 |
| 13:00~13:15        | 今日亞洲 |
| 13:15~13:45        | 亞視百人第41集（尚未播放所有集數） |
| 13:45~14:15        | 雄霸天下第17集（尚未播放所有集數） |
| 14:15~14:30        | 環遊世界 |
| 14:30~15:00        | 天南地北 |
| 15:00~15:05        | 傘開以後 |
| 15:05~15:35        | 他鄉尋根18載經典回味： 尋找他鄉的故事 |
| 15:35~16:00        | 中華英雄 |
| 16:00~16:30        | 我們這一班 |
| 16:30~17:30        | 通識小學堂（尚未播放所有集數） |
| 17:30~17:55        | 嘆盡全世界 |
| 17:55~18:00        | 當年今日 |
| 18:00~18:20        | 六點鐘新聞 （直播節目） |
| 18:20~18:30        | 開心詞堂 |
| 18:30~18:55        | 開心大發現2009（尚未播放所有集數） |
| 18:55~19:00        | 亞洲點滴 |
| 19:00~19:30        | 警訊 |
| 19:30~20:00        | 天南地北 |
| 20:00~20:30        | 自遊自在食住行 |
| 20:30~21:30        | 花田囍事 |
| 21:30~22:00        | 泉州詠春體驗之旅 |
| 22:00~22:30        | 燦神友共情 |
| 22:30~22:46        | 夜間新聞（直播節目） |
| 22:46~22:54        | 亞洲電視新一頁 |
| 22:55~23:18        | Miss Asia 25th 法國瑰麗巡迴 |
| 23:18~23:19        | 廣告 |
| 23:19~23:31        | Miss Asia 25th 葡萄牙瑰麗巡迴第一節 |
| 23:31~23:32        | 廣告 |
| 23:32~23:46        | Miss Asia 25th 葡萄牙瑰麗巡迴第二節 |
| 23:46~23:47        | 廣告 |
| 23:47~23:56        | Miss Asia 25th 葡萄牙瑰麗巡迴第三節 |
| 23:57~23:59:57     | Miss Asia 25th 葡萄牙瑰麗巡迴第四節（不完整） |
| 23:59:57~00:00     | 藍畫面（仍由亞視大埔總台控制室播出） |
| 00:00              | 慈雲山發射站中斷訊號 （模擬電視會看到雪花；數碼電視則視乎電視機而定，部份電視機顯示黑畫面，部份電視機則自動跳轉到使用相同大氣電波頻道的翡翠台或ViuTV） |

### 歷年頻道名稱
| 麗的映聲中文台 Rediffusion Television Cantonese Channel | 1957年5月29日至1973年11月30日 |
| 麗的電視一台 RTV-1                                      | 1973年12月1日至1982年9月23日 |
| 亞洲電視中文台 ATV Chinese                              | 1982年9月24日至1987年2月1日 |
| 亞洲電視黃金台 ATV Gold                                 | 1987年2月2日至1989年2月12日 |
| 亞洲電視本港台 ATV Home                                 | 1989年2月13日至2016年4月1日 （2007年10月8日起亦寫成 aTV 本港台 aTV Home， 2007年12月31日至2009年3月31日數碼廣播版本的本港台使用aTV1台徽） |

2015年9月，亞視計劃調整現有頻道，本港台將改名為「亞視一台 香港」（ATV 1 Hong Kong）；但隨著亞視免費電視牌照屆滿，有關計劃無疾而終。

## 節目

### 新聞
本港台每日都會播放一定時數的新聞節目，包括星期一至五早上六時三十分和星期六早上七時的《亞洲早晨》，星期一至日中午十二時三十分的《十二點半新聞》，星期一至日下午六時的《六點鐘新聞》以及星期一至五晚上十時半、星期六晚上十一時半和星期日晚上十一時的《夜間新聞》，提供即時本地及國際新聞。另外，本港台會播出亞視製作的新聞節目，例如《時事追擊》、《金錢世界》等。報告天氣方面，本港台於每日下午六時三十分播放一次《天氣報告》，提供即時本地及世界各地天氣概況，而每次新聞中亦會概述天氣情況。財經方面，本港台在星期一至五的港股交易日於下午六時二十分播出《經濟快訊》。體育方面，本港台在每日於下午六時二十五分播出《體育快訊》。本港台亦會在星期六、日下午六時四十五分播出《新聞故事》。
但隨着王征以亞視主要債權人身份向香港高等法院遞交亞視清盤申請，亞視新聞部人手嚴重不足，自2016年2月6日起亞視取消各頻道的新聞報道。但自2016年2月20日，本港台恢復播映《六點鐘新聞》及《夜間新聞》。

### 劇集
本港台曾播映多套劇集，1979年麗的《天蠶變》令無線電視在該時段的節目全部腰斬；1980年麗的《大地恩情》令無線電視的《輪流傳》腰斬；《I.Q.成熟時》令無線即時腰斬《龍虎雙霸天》；1981年麗的《浴血太平山》收視率一度超過無線。亞視1998年劇集《我和殭屍有個約會》第二輯大結局平均收視20點，最高收視達22點，取得近6成的收視；1999年亞視外購劇《縱橫四海》，觀眾人數勝於無線；同年亞視台劇《還珠格格》，收視率突破60%。可惜劇集無以為繼，之後收視回跌，改以播映外購劇集。
2009年3月9日，本港台安排重播封神榜，為同年在國內首播的封神榜II造勢，這是香港電視界史上首次於黃金時段重播外購劇集，緊接於同年4月27日，本港台又安排重播流星花園，並取代原有的時段一直播出的意難忘，以及對撼將於同年5月25日在J2首播的花樣男子。於重播前，亞視在奧海城舉辦了其圖片展，重播時，片頭及片尾更換成新版本。
2014年亞視因資金緊絀，節目播映受到影響，外購劇集改以重播劇集代替，本港台分別於同年11月24日起重播於1996年首播的台劇《計中計狀元財》及翌年1月5日起重播於2012年首播的韓劇《鄰居冤家》。

#### 劇集時段
- 逢星期一至五港股交易日
  - 10:50-11:50（重播自製劇集）
  - 13:45-14:15（重播自製劇集）
  - 15:35-16:00（重播自製處境劇集）
- 逢星期一至五
  - 06:30-07:30（重播自製劇集）
  - 07:30-08:30（重播自製劇集）
  - 20:00-20:30（重播外購劇集）
  - 20:30-22:25（重播自製或外購劇集）
- 逢星期一至日
  - 23:45-01:40（重播自製劇集）
- 逢星期二至六
  - 02:30-03:30（重播自製劇集）
  - 03:30-04:30（重播自製劇集）
  - 04:30-05:30（重播自製劇集）
- 逢星期六、日
  - 12:50-15:50（重播自製劇集，每次播三集）
- 逢星期日、一
  - 03:40-05:30（重播自製劇集，每次播兩集）

### 綜藝及資訊
本港台曾播映多次國際級綜藝盛事，包括香港電影金像獎、亞洲電影大獎、十大中文金曲頒獎音樂會等。自製綜藝盛事則有5屆的《亞洲星光大道》、《亞洲小姐競選》、《亞洲先生競選》以及《感動香港十大人物評選》、《人氣春晚》等，資訊節目則有《當年今日》、《把酒當歌》、《高志森微博》、《下一站諾富》、《天南地北》、《時事追擊》及《金錢世界》等。

### 特定對象節目
按通訊事務管理局規定，本港台每周須播放針對特定對象的本地製作節目，包括兒童節目（如《我們這一班》）、長者節目（如《生活在耆中》）、藝術及文化節目（如《藝術星空》）、時事節目（如《時事追擊》）。

### 動畫
本港台每日會播放若干時數的動畫，以符合通訊局對每日兒童節目時數的規限。在王征入主亞洲電視之前，本港台播放的動畫大多數為日本動畫（如：《機靈小和尚》、《守護月天》、《愛麗絲學園》、《爆鬥宣言》、《遊戲王》、《生命小故事（シナノ企畫）》）等，亦有不少來自韓國（如：《勁爆倉鼠樂隊》、《百變雙子星》、《爆笑王子逃亡記》、《奇幻寶貝》）等。自王征入主後，因減少成本，本港台絕大部份都來自中國大陸（如：《藍貓》、《超級藍貓》、《雷速登閃電衝綫》、《精靈五寶貝》、《巴啦啦小魔仙之彩虹心石》）等，或重播以往曾播放的動畫。2015年，因資源不足，本港台已經沒有新動畫播放。2016年2月6日，本港台取消星期六日下午的動畫時段和星期日上午的動畫時段，星期六和日下午的動畫時段改為重播以前製作的兒童節目《通識小學堂》，星期日上午的動畫時段則改為重播更早前製作的兒童節目《亞洲電視兒童台》。2016年3月8日，本港台取消星期一至五下午的動畫時段，改為重播《通識小學堂》；至此，亞洲電視已取消本港台所有動畫時段。

### 體育
本港台逄賽馬日下午會播放《賽馬直擊》，直播賽馬，提供最新賽馬消息。2015年7月，香港賽馬會宣布，因亞視不獲政府續牌，2015年8月1日起將由無綫電視J2頻道免費轉播賽馬和六合彩攪珠直播。
此外，亞洲電視獲得首屆香港超級聯賽獨家電視播映權及蘇格蘭超級足球聯賽電視轉播權，在本港台及國際台以《足球狂熱》名義直播或錄播有關賽事。每逢一些大型的體育賽事，本港台亦會重點選擇部分熱門項目進行直播，如奧運。

### 香港電台節目
本港台須按照政府規定，於黃金時段抽出若干時間播放港台電視節目，播映時間為逢星期一至五19:00-19:30。（每年九月下旬與無綫電視翡翠台對調時段）。

### 其他
亞洲電視與慈善機構和廣告商聯合製作的大型慈善節目，通常會定期安排於本港台星期六黃金時段並安排與亞洲台聯播。本港台亦有時於星期六黃金時段，播放演唱會、港產電影和少數外國電影。

## 播放

### 過往節目
由本港台的前身，麗的映聲中文頻道至現時亞洲電視製作出不少令觀眾深刻和震撼香港的節目，也曾打破慣性收視的紀錄。以下是其中一些節目：
- 賽馬直擊（1967年－1997年，2001年－2015年）亞洲電視最長壽節目之一。
- 沙灘小姐選舉（1973年）
- 下午茶（1975年－1992年）
- 六合彩（1976年－1997年，2001年－2015年）
- 百萬跳（1977年）64小時的馬拉松式跳舞，為公益金籌得一百萬，成為轟動一時的創舉。
- 大地恩情（1980年）與翡翠台的節目打成平手，打破無綫慣性收視的規律。
- 亞洲小姐（1985年－2015年）（2000－2003年停辦）新的選美準則，引起關注。（06年一屆最高收視為51%）
- 電視先生選舉（1986年）首次男性選舉，開創先河。
- 今夜不設防（1989年）由黃霑、蔡瀾以及倪匡所主持的成人清談節目。
- 今日睇真D（1994年－2000年）以補充新聞時段不足的資訊節目，大受歡迎。
- 十大電視廣告頒獎典禮（1995年－2010年）成為廣告業一大盛事。
- 我和殭屍有個約會（共3輯，分別播放於 1998年、2000年及2004年）新鮮的題材深受年輕人愛戴，第2輯的大結局更打破無綫慣性收視的規律，平均收視20點，最高更達22點，取得六成收視。
- 百萬富翁（2001年－2005年）收視平均十多點，最高收視更達39點，掀起知識資訊節目熱潮。
- 中國八大名菜系列（2003年－2007年）掀起飲食節目熱潮，亦被譽為亞視的皇牌節目。
- 開心大發現（2004年－2005年，2009年－2010年）改編自日本收視冠軍節目，屢獲好評。
- 六點鐘新聞於2005年12月17日創下51%的收視。
- 亞洲先生（2005年、2011年－2014年）首個以亞洲地區為主題的選美盛事。
- 香港電影金像獎（2010年－2011年）成功奪得香港地區的免費電視轉播權，2010年一屆最高收視15.2點，收視百分比達55%，較翡翠台的節目為高。
- 觸動‧陳奕迅、陳奕迅在陌生人的皮膚下品嘗大氣音樂會及追蹤‧陳奕迅（2011年），打破亞洲電視不可為香港歌手製作節目的規律。
- 感動香港十大人物評選（2010年－2015年）備受大眾讚賞，至今已舉辦至第5屆。
- 香港有飯開（2011年）集綜藝、娛樂、飲食、資訊於一身的節目，節目播出後受到廣泛討論，曾收看香港觀眾人數更高達183萬。
- 新聞故事（2002年－2016年）報道中美兩國的新聞故事，引用中國中央電視台及美國之音的片段。

### 與其他台的聯繫

#### 新聞財經頻道
由2007年11月21日起，本港台各新聞節目均與新聞財經頻道聯播，例如：《亞洲早晨》、《十二點半新聞》、《六點鐘新聞》、《夜間新聞》。部份新聞節目會在新聞財經頻道重播，例如：《時事追擊》、《金錢世界》及《主播天下》，但隨著亞洲電視重組其數碼頻道，該頻道已取消。

#### 魅力資訊頻道
2008年9月29日至10月24日節目《也文也武一大班》為一與魅力資訊頻道及亞洲電視網站聯播的節目。但隨著亞洲電視重組其數碼頻道，該頻道已取消。

#### aTV高清頻道
由2007年11月21日起，本港台黃金時段的部份節目會與aTV高清頻道高清聯播，例如：《十六不搭喜趣來》、《第十四屆十大電視廣告頒獎典禮》、《2008亞洲小姐競選總決賽》等，但隨著亞洲電視重組其數碼頻道，該頻道已取消。

#### 亞洲台／亞洲高清台
2009年5月8日晚上8時25分，本港台首次與亞洲高清台同步播送直播灣仔維景酒店解封情況的新聞節目。
2009年10月5日開始，本港台星期一至五部份黃金時段節目與亞洲高清台同步。同年10月18日，本港台於星期日播出的《亞洲星光大道》亦同步播放。
2010年12月12日，《亞洲星光大道》開始取消與亞洲高清台聯播。同年12月13日正式取消星期一至五於黃金時段與亞洲高清台同步的安排，而最後與亞洲高清台聯播的節目為12月18日星期六的《嶺南尋根之旅》。
雖然如此，但其他新聞財經節目如《亞洲早晨》、《十二點半新聞》、《理財博客之即市錦囊》（股市交易日）、《理財博客之投資多面睇》及其他大型綜藝亦會與亞洲高清台（即後來的亞洲台）聯播。
兩台同步的措施於2011年4月2日星期六恢復，當晚的節目是晚上9時至10時的《觸動·陳奕迅》。
2011年5月2日開始，隨著亞洲高清台黃金時段節目進行改組和更名為亞洲台，除了與亞洲台聯播新聞財經節目如《亞洲早晨》、《十二點半新聞》（只限逢股市交易日）、《理財博客之即市錦囊》、《理財博客之投資多面睇》及大型綜藝外，星期一至五的新聞時事節目如《六點鐘新聞》、《夜間新聞》和《把酒當歌》，以及周六日部分黃金時段節目亦有同步。

## 廣播格式
模擬：576i，畫面寬高比4:3，PAL制式，音效以麗音編碼，並同時用FM調頻傳送，最多可傳送三聲道。
數碼：H.264格式，寬高比16:9，DTMB制式，音效以杜比數碼AC3編碼，一般傳送兩條AC-3位流，每位流一般為兩聲道。
2012年9月，通訊事務管理局批准修訂《電視通用業務守則－技術標準》，允許無綫電視與亞洲電視於10月下旬將4條數碼同步廣播頻道（翡翠台、明珠台、本港台、國際台）的視訊編碼由MPEG-2轉為H.264。2012年10月28日凌晨2時30分起，數碼版本港台和國際台全面採用H.264視頻編碼及壓縮標準播出。

### 停播前的模擬電視訊號
停播前的全港模擬電視訊號發射頻道及頻率：
| 發射站                                                         | 頻段 | 頻道     |
| -------------------------------------------------------------- | ---- | -------- |
| 慈雲山（主）                                                   | UHF  | 第23頻道 |
| 九華徑                                                         | UHF  | 第22頻道 |
| 坑口村、虎地、元朗374                                          | UHF  | 第24頻道 |
| 西貢對面海、深井、營盤、東涌數村、長洲                         | UHF  | 第26頻道 |
| 將軍澳村                                                       | UHF  | 第30頻道 |
| 馬灣田寮村                                                     | UHF  | 第31頻道 |
| 中西區                                                         | UHF  | 第32頻道 |
| 大澳、薄扶林、元朗新時代廣場                                   | UHF  | 第39頻道 |
| 鴨脷洲及香港仔                                                 | UHF  | 第40頻道 |
| 荃灣、茶果嶺                                                   | UHF  | 第41頻道 |
| 青山、飛鵝山、赤柱、石壁、元朗安樂路                           | UHF  | 第42頻道 |
| 金山、南朗山、砵甸乍山、康樂園、沙田駿景園、藍地               | UHF  | 第43頻道 |
| 屯門數村                                                       | UHF  | 第45頻道 |
| 大埔泮涌村                                                     | UHF  | 第48頻道 |
| 葵涌大白田                                                     | UHF  | 第49頻道 |
| 柴灣、聶高信山、筆架山、大嶼山275、上洋山、大欖涌141           | UHF  | 第52頻道 |
| 九龍坑山、南丫島、琵琶山、照鏡環山、橫洲、石崗、大埔仔、沙頭角 | UHF  | 第53頻道 |
| 紅花嶺、元朗297                                                | UHF  | 第57頻道 |
| 馬灣、青衣                                                     | UHF  | 第60頻道 |

## 台徽
1994年前，本港台只會在節目間歇性於畫面左下方顯示麗的電視「RTV」商標。1980年代麗的電視更名為亞洲電視後，則顯示跟遠東集團相同的「金錢」商標。1989年隨著亞視股權變動，台标改為以三基色为主色调的「風車」，初時台徽的邊界並沒有連線，直至1990年中才有轉變。
1994年，本港台開始於節目全程顯示白色版風車標，顯示在畫面左上方，「本港台」字樣顯示在台徽的下方，播出黑白電影時台標會變成彩色。
2002年8月起，本港台開始於節目中段的廣告時段中（新聞節目除外）播出廣告前播出約5秒的台徽呼號畫面，目的是確立電視台形象，隨後鳳凰衛視仿效。
2006年起，亞視將白色台標改為彩色台標，「本港台」字體轉為藍色（農曆新年期間為紅色），更換台標後的一段時間「本港台」的字體較粗。
2007年10月8日凌晨起，本港台配合形象改革更換台標及台標呼號畫面。模擬版台標採用了橙色的小楷「a」字作為主體，「a」旁則有較小的「TV」，並只會在節目開始或廣告後約三秒顯出「本港台」台號。台標呼號畫面方面，除了推出以多個橙色方塊拼接而成的標準版台標呼號畫面外，還推出以五行為概念的五個特別版台標呼號畫面。數字信號版本港台只會顯示「aTV1」台徽，不帶有「本港台」三字。
2008年起，模擬版台標加入「綠底」，並在裡面加入「本港台」三字，同樣在三秒後消失。五個特別版台標呼號畫面「本港台」三字亦有不同的底色。
2009年4月1日起，「本港台」字體開始在台標的右方顯示，台標呼號畫面比例由4:3改為16:9。同年12月7日凌晨起， 台標於廣告時段開始顯示。 自2009年到2016年停播時，台標顏色和「本港台」的字體以及台標呼號畫面經歷多次改變，同時取消特別版五行台標呼號畫面。
此外，當重大災難性事件發生或重要人物逝世後，台徽會暫時灰階化作哀悼，包括2008年5月19日至21日（汶川大地震全國哀悼日）、2010年8月26日（馬尼拉人質事件全港哀悼日）、2011年7月6日（江澤民「逝世」，後來證實為誤報）、2012年10月2日至10月4日（哀悼南丫海難死難者）。

### 片尾台徽版權告示
1980年代麗的電視更名為亞洲電視後，每當節目結束時片尾會出現由上而下的格式為跟遠東集團相同的「金錢」台徽、「亞洲電視」中文字樣及羅馬數字製作年份（MCMLXXXII）。1989年隨著亞視股權變動，改為出現由上而下的格式為「風車」台徽、「亞洲電視」中文字樣及羅馬數字製作年份（MCMLXXXIX），初時台徽的邊界並沒有連線，直至1990年中才有轉變。直至2000年6月左右才在下方再加上亞視互聯網網址，2007年10月8日凌晨起，亞視配合形象改革更換台標，改為出現由上而下的格式為「a」字台徽及羅馬數字製作年份（MMVII）及，亞視互聯網網址。

## 外地版本

### 中國大陸廣播
在廣東省內，本港台獲得落地權，節目在審查後可在有線電視網絡播出。

### 本港台（美洲版）
海外台（英語：ATV Overseas），舊稱本港台（美洲版），於2002年1月4日啟播，為美洲觀眾提供一條24小時廣東話衛星頻道，名為「亞洲電視本港台（美洲版）」。2016年1月20日，本港台（美洲版）更名為海外台。
節目除了播放香港同日的新聞報道、財經和時事節目之外，還有播放劇集、綜藝節目、資訊節目、賽馬節目和直播香港賽馬實況，另外有當地製作的節目《紐約快訊》（New York Express）、《紐約時尚風》（Trendy New York）、《杏林精英》（Medical Heroes）、《紐約神探錄》（New York Detective Stories）、《稅務與我》（Taxation & Me）和《亞洲小姐競選美國東岸賽區》（ATV Miss Asia Pageant U.S. East Coast）。
2016年5月2日，海外台停播。

### 本港台（衛星版）
2014年1月20日啟播，透過亞太5號衛星通過藝華衛視轉播，面向全亞太地區；節目編排除了直播的賽馬或國際體育賽事和香港電台製作的節目之外，其他和地面版無異，另外，藝華轉播的本港台衛星版每逢六合彩攪珠時會直接將訊號切換至J2，攪珠結束後切回本港台。2016年3月31日，本港台被替換為中天綜合台。

## 外部連結
- 亞洲電視本港台（美洲）官方網站（页面存档备份，存于）
- 亞洲電視台徽回顧 (1982-2007)（页面存档备份，存于）